# Partido Revolucionario Cubano
Đảng Cách mạng Cuba (tiếng Tây Ban Nha: Partido Revolucionario Cubano, PRC) còn gọi là Đảng Cách mạng Cuba-Puerto Rico, là tổ chức chính trị được nhà trí thức Cuba José Martí thành lập vào ngày 10 tháng 4 năm 1892 nhằm mục đích tổ chức giành độc lập cho Cuba và, nếu có thể, cho Puerto Rico, hai tỉnh hải ngoại cuối cùng của Đế quốc Tây Ban Nha tại châu Mỹ.
José Martí đã góp phần tạo nên quá trình giải phóng dân tộc của Cuba dựa trên cơ sở ý thức hệ của chủ nghĩa tự do cấp tiến, dân chủ và bình đẳng nhất vào thời điểm đó, với mong muốn đưa ra một chế độ đảm bảo bình đẳng về chủng tộc và giới tính cũng như quyền tự do dân sự cho tất cả mọi người dân. Đảng này cũng duy trì mối quan hệ với những phần tử theo chủ nghĩa tự do cấp tiến người Puerto Rico như Ramón Emeterio Betances.